# Герымский, Александр
Алекса́ндр Геры́мский (Игнацы Александр Герымский; пол. Ignacy Aleksander Gierymski; 30 января 1850, Варшава — между 6 и 8 марта 1901, Рим) — польский художник; младший брат художника Максымилиана Герымского.

## Биография
Учился рисованию сперва в Варшаве. В 1868—1872 годах продолжает художественное образование в Мюнхенской академии, которую заканчивает с золотой медалью. В 1873—1874 живёт в Италии, главным образом в Риме, где оттачивает своё мастерство.
Написанные в Италии картины Герымский привозит в Польшу и в 1875 году с успехом выставляет их в варшавской галерее Захента Штуки.
Период с 1875 по 1879 год Герымский снова проводит в Италии. Художник пытается решить проблему правильного сочетания цвета и света на полотне; его работы этого времени имеют много общего с произведениями французских импрессионистов. В 1879-1888 годах Герымский живёт в Варшаве. Это время было самым плодотворным для мастера. Он пишет виды Варшавы и сценки из жизни её обитателей. Работы А. Герымского в тот момент не нашли должного отклика у соотечественников, и художник в 1888 году уезжает за границу — в Германию и во Францию. Основной темой его творчества становятся пейзажи. В 1893—1895 году А. Герымский живёт в Кракове, рассчитывая получить профессорскую кафедру в местной Академии. Последние годы жизни провёл в Италии.
Картины Герымского хранятся в Национальном музее в Варшаве, Национальном музее в Кракове, в музее в Катовице.

## Галерея
- Море
- Пейзаж с кипарисами
- Рабочие песчаного карьера (1887)
- Солец